# Félix Belly
Pour les articles homonymes, voir Belly (homonymie).
Félix Belly (Grenoble, 27 octobre 1816 - Paris, 3 novembre 1886) est un journaliste et voyageur français, célèbre pour sa défense du projet de canal interocéanique du Nicaragua.

## Biographie
Il passe sa jeunesse à Grenoble puis se marie à Alger avant de faire son droit à Paris (1844). En 1848, il entre dans le journalisme de province puis est engagé par le Constitutionnel pour s'y occuper de la politique étrangère.
En 1853, il est envoyé à Constantinople par Adolphe Thiers pour y étudier le climat politique. Il réside alors pendant une année dans l'Empire ottoman.
Au mois de mai de  mai 1856, il fonde, avec Henri Lecouturier, le Musée des Sciences. La même année, il rencontre à Berlin Alexandre de Humboldt qui le décide à s'investir dans l'exploration de l'Amérique Centrale. Il trouve alors des finances et, soutenu financièrement par la Société de géographie de Paris, part de Southampton le 17 février 1858. Il fait escale à Saint-Thomas dans les îles Vierges, à Santa Marta en Nouvelle-Grenade, à Carthagène puis à Colón.
Au Panama, il estime que le creusement d'un canal est impossible, et se rend à Greytown à la frontière du Costa Rica et du Nicaragua. Là, il remonte le rio San Juan puis le rio Sarapiqui et gravit la cordillère dont il atteint les hauts plateaux et peut admirer une vingtaine de volcans comme l'Orosí, le Mombacho, le Momotombo et le Cosigüina.

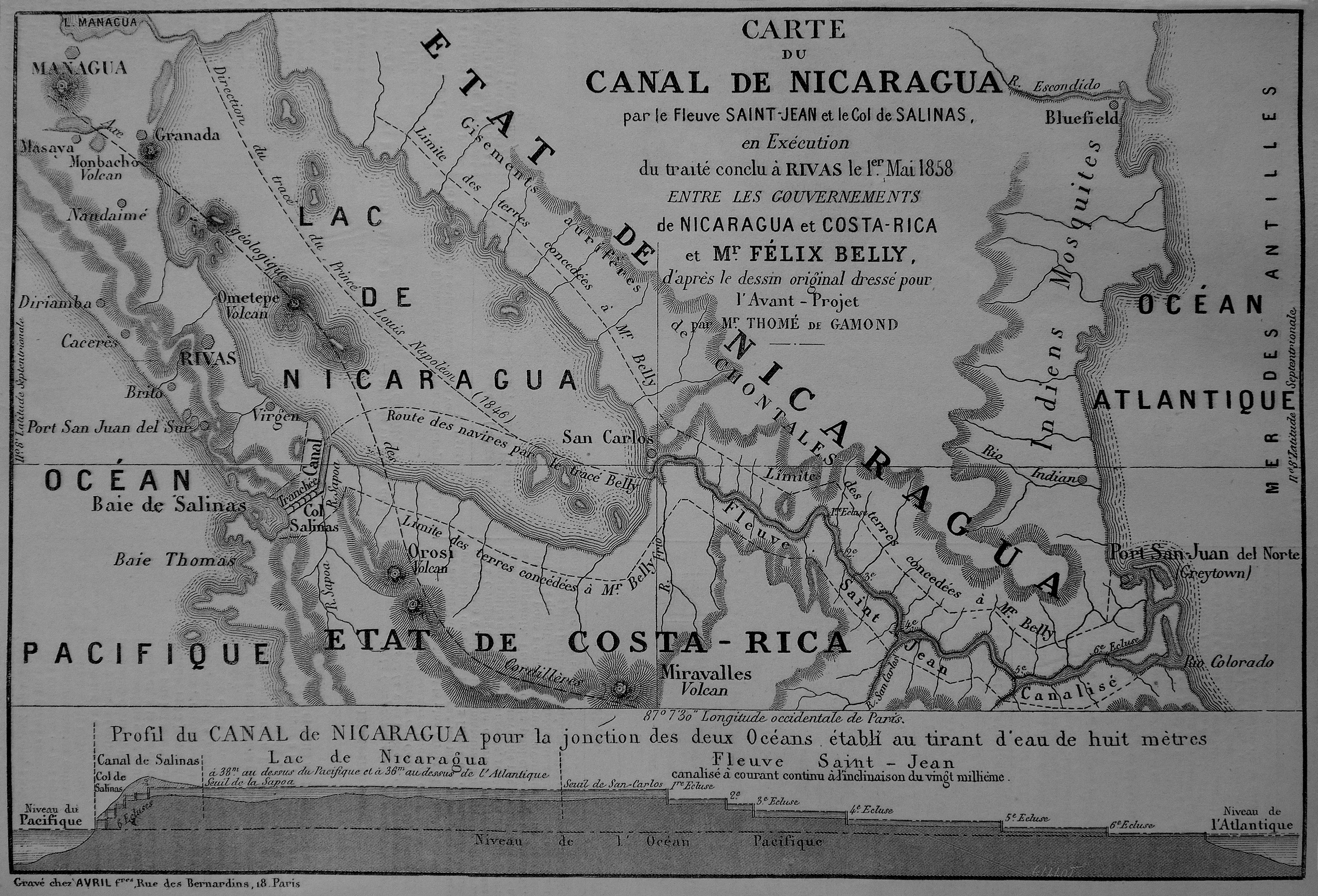
Carte du projet de canal au Nicaragua publiée dans L'Illustration du 5 mars 1859.

Belly visite encore Alajuela, Heredia, San José et Cartago au Costa-Rica. Le président de ce pays, Mora, l'accompagne alors au Nicaragua. De San Juan del Sur (17 avril), il remonte vers le lac Nicaragua et à Rivas, rencontre le président du Nicaragua, Tomás Martínez.
Les deux présidents signent alors, le 1er mai 1858, la convention qui accorde à Belly la concession du canal interocéanique basé sur les études effectuées par Aimé Thomé de Gamond. Belly poursuit son voyage et traverse le lac Nicaragua pour atteindre Managua.
Il se rend ensuite aux États-Unis, où il cherche des capitaux, puis regagne la France où il fonde une société financière. En 1859, il repart en Amérique Centrale avec cinquante mille francs, trente ouvriers et des ingénieurs et fait débuter les travaux à San Carlos (février 1859). Le tracé du canal est alors reconnu et des relevés topographiques effectués. Malheureusement l'argent commence à manquer.
Criblé de dettes et trahi par tous, Belly se réfugie à Genève (1861) où il trouve de nouveaux financements. Il repart alors pour l’Amérique Centrale et, en juin 1863, parvient à obtenir des autorités nicaraguayennes une nouvelle concession. Mais, à San Carlos, il découvre que toutes ses installations ont été détruites.
De nouveau ruiné, il rentre à Paris en 1868 et reprend sa profession de journaliste, tout en donnant de nombreuses conférences pour tenter d'obtenir des finances et des appuis pour son projet. Il obtient alors l'appui d'Élisée Reclus et plusieurs banques remettent ses finances à flot. Il est alors chargé par une société financière de découvrir des gisements de métaux précieux en Amérique Centrale.
De retour à Panama, il explore tout l'isthme de Panama et visite Puntarenas, León, Granada, San Salvador et San José.
En 1871, il participe à l'insurrection de la Commune et doit trouver refuge à Bruxelles, où il vit dans une certaine misère d'articles et de conférences. Il y établit aussi un projet de colonisation du Nicaragua.
Il obtient une chaire de littérature française à l'université de Buenos Aires en 1873, puis est appelé, en 1875, par dom Pedro à Rio comme journaliste au Globo. Il voyage encore dans l'intérieur du Brésil et rentre en France, où il assiste au deuxième Congrès internationale de géographie. Il s'y oppose alors violemment à Ferdinand de Lesseps qui y défend son projet de canal à Panama.
Belly se rend ensuite de nouveau à Managua, mais la banque qui le soutient fait faillite. Gravement malade, il est hospitalisé à Bruxelles, puis à Paris, où il meurt, oublié et dans la misère le 3 novembre 1886.

## Travaux
- Percement de l'isthme par le canal du Nicaragua, exposé de la question, 1858.
- La question de l'isthme américain, Revue des Deux-Mondes, juillet-août 1860.
- A travers l'Amérique Centrale. Le Nicaragua et le canal interocéanique, 1867.
- Les amazones de la Seine et la police, 1870.
- Déchéance et liberté, 1870.
- La Constitution nécessaire ; L'ordre moral par la liberté, 1873.
- Les sept merveilles du monde moderne, 1880.
- L'isthme américain. Notes d'un premier voyage en 1858. Précédé d'une biographie de l'auteur par C. Potvin, 1889.